# Heinz Becker
Heinz K. Becker (ur. 29 czerwca 1950 w Baden) – austriacki polityk, przedsiębiorca, poseł do Parlamentu Europejskiego VII i VIII kadencji.

## Życiorys
Ukończył szkołę średnią Humanistisches Gymnasium w Wiedniu. Pracował przez wiele lat poza granicami kraju. Później zamieszkał w Perchtoldsdorf, zajął się prowadzeniem działalności gospodarczej. Zaangażował się w działalność Austriackiej Partii Ludowej (ÖVP). W 2001 został sekretarzem ÖVP-Seniorenbundes – organizacji osób starszych afiliowanej przy swoim ugrupowaniu.
W wyborach w 2009 kandydował do Parlamentu Europejskiego z 8. miejsca na liście ÖVP. Mandat europosła objął 1 kwietnia 2011 po rezygnacji złożonej przez Hellę Ranner. Przystąpił do grupy Europejskiej Partii Ludowej. W 2014 z powodzeniem ubiegał się o reelekcję.